# Stenografia Duployé
Stenografia Duployé (în franceză Sténographie Duployé) a fost creată de preotul Émile Duployé în 1860 pentru scrierea limbii franceze. De atunci, a fost extinsă și adaptată pentru engleză, germană, spaniolă, română, latină, daneză și jargonul Chinook. Stenografia Duployé este clasificată ca stenografie geometrică, alfabetică și este scrisă de la stânga la dreapta în stil stenografic conectat. A fost inclusă, împreună cu scrierea Chinook, fonografia universală a lui Pernin, stenografia engleză a lui Perrault, Stenografia modernă Sloan-Duployé și stenografia românească, drept o singură scriere în versiunea 7.0 a Standardului Unicode/ISO 10646.

## Tipologie și structură
Duployana este clasificată ca stenografie geometrică, prin aceea că prototipul pentru formele simbolurilor se bazează pe linii și cercuri, nu pe elipse. Este alfabetică, semnele pentru consoane și vocale având proeminență egală. Scrierea se face de la stânga la dreapta, mergând în jos pe pagină, ca în scrierile europene comune. Majoritatea simbolurilor duployane se vor atașa literelor adiacente, permițând ca un cuvânt (sau mai multe cuvinte) să fie scrise dintr-o singură trăsătură, fără a ridica creionul.

### Consoanele
Consoanele vin în două stiluri de bază: consoane-linie și consoane-arc. Toate consoanele au o formă, o dimensiune și o direcție a trăsăturii invariante în raport cu caracterele din jur. Cele două tipuri de consoane diferă prin orientare, lungime și prezența punctelor și liniuțelor auxiliare pe sau lângă literă.
Consoanele-linie pot avea cinci orientări: verticală, orizontală, de la stânga la dreapta în jos, de la stânga la dreapta în creștere și de la dreapta la stânga în jos; și în trei lungimi: scurtă, lungă și prelungită. Variațiile unor consoane-linie vor avea puncte adiacente centrului liniei.
Consoanele-arc pot avea două lungimi de arc: semicerc și sfert de cerc. Arcele-semicerc au patru orientări: stânga, dreapta, sus și jumătatea de jos; și doua lungimi: regulată și prelungită. Variațiile consoanelor-arc-semicerc au puncte în interiorul și în semicercului și liniuțe în mijloc. Consoanele-sfert de arc au și ele patru orientări corespunzătoare celor patru cadrane ale unui cerc, cu linii atât în sus, cât și în jos, și pot avea lungimi regulate și extinse. Singura variație la consoanele-sfert de arc poate fi adăugarea unui punct (litera duployană H) la litera duployană W pentru a forma simbolul duployan pentru Wh.

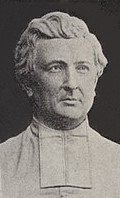
Émile Duployé

### Vocalele
Caracterele pentru vocale pot avea și ele două stiluri de bază: vocale-cerc și vocale de orientare. Vocalele au o singură formă și o singură dimensiune generală, dar orientarea și aspectul exact al acestora sunt de obicei dictate de caracterele adiacente.
Vocalele-cerc se scriu prin crearea unei bucle care pornește de la caracterul precedent acționând ca o tangentă, continuând în jurul cercului până la atingerea punctului tangent al caracterului următor, moment în care se scrie următorul simbol. Cele două caractere adiacente se încrucișează pentru a se completa cercul. Variațiunile vocalelor-cerc au puncte în mijlocul cercului sau o protuberanță din cerc. Vocalele-cerc pot primi și semne diacritice standard atunci când sunt folosite la scrierea anumitor limbi.
| Câteva vocale-cerc | Câteva vocale-cerc | Câteva vocale-cerc | Câteva vocale-cerc | Câteva vocale-cerc | Câteva vocale-cerc | Câteva vocale-cerc |
| ------------------ | ------------------ | ------------------ | ------------------ | ------------------ | ------------------ | ------------------ |
|                    |                    |                    |                    |                    |                    |                    |

Vocalele de orientare sunt scrise prin rotirea vocalei pentru a se potrivi cu unghiul de intrare al caracterului precedent, apoi sunt reflectate de-a lungul axei acelui caracter pentru a evita încrucișarea caracterului următor. Ele pot avea două variații, definite după direcția (stânga sau dreapta) spre care tind dacă caracterele adiacente le permit. Vocalele nazale sunt considerate un caz special de vocale de orientare și vor acționa ca vocale de orientare, cu excepția scrierii Chinook, unde nazalele pot apărea ca semne diacritice.

### Afixe și semne de cuvinte
Multe stenografii duployene folosesc semne mici neatașate, precum și diverse tușe de încrucișare și atingere, ca marcaje pentru prefixele și sufixele comune. Literele individuale și simbolurile asemănătoare literelor sunt pot fi folosite în multe stenografii duployane pentru a reprezenta cuvinte și expresii comune. Suprapunerea a două sau mai multe litere și semne poate fi folosită în unele stenografii ca abrevieri sau semne pentru cuvinte.

### Legături
Cele mai multe scrieri duployene nu folosesc legături adevărate, care să nu fie doar una dintre literele componente cu vreun semn distinctiv. Stenografia românească este destul de neobișnuită prin faptul că are mai multe legaturi la vocale, în special cu U-ul românesc.

### Litere de legătură
Majoritatea literelor duployene se conectează cursiv cu orice altă literă adiacentă. Vocalele-cerc se vor reduce uneori până la semicerc pentru a se potrivi cu tușele de intrare și de ieșire ale literelor adiacente, iar vocalele de orientare se vor roti pentru a întâlni litera precedentă în unghi drept, și se oglindesc pentru a se expune literei următoare.
|   | + |   | + |    | = |     |   |       |   |   |   | |  |
| P | + | A | + | T  | = | pat |   |       |   |   |   | |  |
|   | + |   | + |    | = |     |   |       |   |   |   | * E s-ar așeza în mod normal pe partea stângă a lui P, doar că trebuie să stea pe dreapta pentru a se lega cu T. |  |
| P | + | E | + | T  | = | pet |   |       |   |   |   | * E s-ar așeza în mod normal pe partea stângă a lui P, doar că trebuie să stea pe dreapta pentru a se lega cu T. |  |
|   | + |   | + |    | + |     | = |       |   |   |   | |  |
| J | + | A | + | I  | + | N   | = | shine |   |   |   | |  |
|   | + |   | + |    | + |     | + |       | + |   | = | |  |
| P | + | E | + | Lh | + | T   | + | E     | + | N | = | pelten (Chinook)                                                                                                 |  |

## Ordinea alfabetică
Stenografiile Duployé nu au o ordine alfabetică larg agreată. Cu toate acestea, a fost inventată o ordine a alfabetului pentru propunerea de codificare Unicode; iar această ordine se regăsește practic în ordinea alocării codurilor Unicode (vezi Tabela de caractere). Această ordine plasează consoanele înaintea vocalelor, simbolurile de tip și dimensiune similare fiind grupate aproximativ împreună.

## Tabela de caractere
Această tabelă listează caracterele utilizate în toate prescurtarea Duployé împreună cu codurile lor Unicode. Se poate deduce o alfabetizare de bază din ordinea literelor. Literele cu un nume altfel identic cu o literă mai universală vor avea o paranteză care denotă prescurtarea lor: (Per) pentru Fonografia Universală a lui Pernin, (Rom) pentru stenografia românească și (Sl) pentru stenografia Sloan-Duployé.

### Consoane-linie și de spațiere
| 1BC00                      |                      |                      | 1BC01                |                      |                      | 1BC02                |                      |                      | 1BC03                |                      |                      | 1BC04                |                      |  | 1BC05                  |                        |                        | 1BC06                  |                        |                        |                        |                        |                        |                        |                        |                        |                        |                        |
| H                          | X                    | P                    | T                    | F                    | K                    | L                    |                      |                      |                      |                      |                      |                      |                      |  |                        |                        |                        |                        |                        |                        |                        |                        |                        |                        |                        |                        |                        |                        |
| Consoane-linie lungi       | Consoane-linie lungi | Consoane-linie lungi | Consoane-linie lungi | Consoane-linie lungi | Consoane-linie lungi | Consoane-linie lungi | Consoane-linie lungi | Consoane-linie lungi | Consoane-linie lungi | Consoane-linie lungi | Consoane-linie lungi | Consoane-linie lungi | Consoane-linie lungi |  | Consoane-linie extinse | Consoane-linie extinse | Consoane-linie extinse | Consoane-linie extinse | Consoane-linie extinse | Consoane-linie extinse | Consoane-linie extinse | Consoane-linie extinse | Consoane-linie extinse | Consoane-linie extinse | Consoane-linie extinse | Consoane-linie extinse | Consoane-linie extinse | Consoane-linie extinse |
| 1BC07                      |                      |                      | 1BC08                |                      |                      | 1BC09                |                      |                      | 1BC0A                |                      |                      | 1BC0B                |                      |  | 1BC0C                  |                        |                        | 1BC0D                  |                        |                        | 1BC0E                  |                        |                        | 1BC0F                  |                        |                        | 1BC10                  |                        |
| B                          | D                    | V                    | G                    | R                    | PN                   | DS                   | FN                   | KM                   | RS                   |                      |                      |                      |                      |  |                        |                        |                        |                        |                        |                        |                        |                        |                        |                        |                        |                        |                        |                        |
| Consoane de linie variantă |                      |                      |                      |                      |                      |                      |                      |                      |                      |                      |                      |                      |                      |  |                        |                        |                        |                        |                        |                        |                        |                        |                        |                        |                        |                        |                        |                        |
| 1BC11                      |                      |                      | 1BC12                |                      |                      | 1BC13                |                      |                      | 1BC14                |                      |                      | 1BC15                |                      |  | 1BC16                  |                        |                        | 1BC17                  |                        |                        | 1BC18                  |                        |                        |                        |                        |                        |                        |                        |
| Th                         | Dh (Sl)              | Dh                   | Kk                   | J (Sl)               | hL                   | Lh                   | Rh                   |                      |                      |                      |                      |                      |                      |  |                        |                        |                        |                        |                        |                        |                        |                        |                        |                        |                        |                        |                        |                        |

### Consoane arc
| 1BC19                                 |                                       |                                       | 1BC1A                                 |                                       |                                       | 1BC1B                                 |                                       |                                       | 1BC1C                                 |                                       |                                       | 1BC1D                                   |                                         |                                         | 1BC1E                                   |                                         |                                         | 1BC1F                                   |                                         |                                         | 1BC20                                   |                                         |                                |                                |                                |
| M                                     | N                                     | J                                     | S                                     | MN                                    | NM                                    | JM                                    | SJ                                    |                                       |                                       |                                       |                                       |                                         |                                         |                                         |                                         |                                         |                                         |                                         |                                         |                                         |                                         |                                         |                                |                                |                                |
| Consoane semi-arc (variante cu punct) | Consoane semi-arc (variante cu punct) | Consoane semi-arc (variante cu punct) | Consoane semi-arc (variante cu punct) | Consoane semi-arc (variante cu punct) | Consoane semi-arc (variante cu punct) | Consoane semi-arc (variante cu punct) | Consoane semi-arc (variante cu punct) | Consoane semi-arc (variante cu punct) | Consoane semi-arc (variante cu punct) | Consoane semi-arc (variante cu punct) | Consoane semi-arc (variante cu punct) | Consoane semi-arc (variante cu punct)   | Consoane semi-arc (variante cu punct)   | Consoane semi-arc (variante cu punct)   | Consoane semi-arc (variante cu punct)   | Consoane semi-arc (variante cu punct)   |                                         | Consoane variante semiarc mari          | Consoane variante semiarc mari          | Consoane variante semiarc mari          | Consoane variante semiarc mari          | Consoane variante semiarc mari          | Consoane variante semiarc mari | Consoane variante semiarc mari | Consoane variante semiarc mari |
| 1BC21                                 |                                       |                                       | 1BC22                                 |                                       |                                       | 1BC23                                 |                                       |                                       | 1BC24                                 |                                       |                                       | 1BC25                                   |                                         |                                         | 1BC26                                   |                                         |                                         | 1BC2F                                   |                                         |                                         | 1BC30                                   |                                         |                                | 1BC31                          |                                |
| M + dot                               | N + dot                               | J + dot                               | J + dots                              | S + dot                               | S + dot below                         | JS + dot                              | JN                                    | JNS                                   |                                       |                                       |                                       |                                         |                                         |                                         |                                         |                                         |                                         |                                         |                                         |                                         |                                         |                                         |                                |                                |                                |
| Consoane semiarc mari                 | Consoane semiarc mari                 | Consoane semiarc mari                 | Consoane semiarc mari                 | Consoane semiarc mari                 | Consoane semiarc mari                 | Consoane semiarc mari                 | Consoane semiarc mari                 | Consoane semiarc mari                 | Consoane semiarc mari                 | Consoane semiarc mari                 |                                       | Consoane semiarc mari (variante tăiate) | Consoane semiarc mari (variante tăiate) | Consoane semiarc mari (variante tăiate) | Consoane semiarc mari (variante tăiate) | Consoane semiarc mari (variante tăiate) | Consoane semiarc mari (variante tăiate) | Consoane semiarc mari (variante tăiate) | Consoane semiarc mari (variante tăiate) | Consoane semiarc mari (variante tăiate) | Consoane semiarc mari (variante tăiate) | Consoane semiarc mari (variante tăiate) |                                |                                |                                |
| 1BC27                                 |                                       |                                       | 1BC28                                 |                                       |                                       | 1BC29                                 |                                       |                                       | 1BC2A                                 |                                       |                                       | 1BC2B                                   |                                         |                                         | 1BC2C                                   |                                         |                                         | 1BC2D                                   |                                         |                                         | 1BC2E                                   |                                         |                                |                                |                                |
| MS                                    | NS                                    | JS                                    | SS                                    | MNS                                   | NMS                                   | JMS                                   | SJS                                   |                                       |                                       |                                       |                                       |                                         |                                         |                                         |                                         |                                         |                                         |                                         |                                         |                                         |                                         |                                         |                                |                                |                                |
| Consoane sfert de arc jos             | Consoane sfert de arc jos             | Consoane sfert de arc jos             | Consoane sfert de arc jos             | Consoane sfert de arc jos             | Consoane sfert de arc jos             | Consoane sfert de arc jos             | Consoane sfert de arc jos             | Consoane sfert de arc jos             | Consoane sfert de arc jos             | Consoane sfert de arc jos             | Consoane sfert de arc jos             | Consoane sfert de arc jos               | Consoane sfert de arc jos               |                                         | Consoane sfert de arc jos mari          | Consoane sfert de arc jos mari          | Consoane sfert de arc jos mari          | Consoane sfert de arc jos mari          | Consoane sfert de arc jos mari          | Consoane sfert de arc jos mari          | Consoane sfert de arc jos mari          | Consoane sfert de arc jos mari          | Consoane sfert de arc jos mari | Consoane sfert de arc jos mari | Consoane sfert de arc jos mari |
| 1BC32                                 |                                       |                                       | 1BC33                                 |                                       |                                       | 1BC34                                 |                                       |                                       | 1BC35                                 |                                       |                                       | 1BC36                                   |                                         |                                         | 1BC37                                   |                                         |                                         | 1BC38                                   |                                         |                                         | 1BC39                                   |                                         |                                | 1BC3A                          |                                |
| ST                                    | STR                                   | SP                                    | SPR                                   | TS                                    | TRS                                   | W                                     | Wh                                    | WR                                    |                                       |                                       |                                       |                                         |                                         |                                         |                                         |                                         |                                         |                                         |                                         |                                         |                                         |                                         |                                |                                |                                |
| Consoane sfert de arc sus             | Consoane sfert de arc sus             | Consoane sfert de arc sus             | Consoane sfert de arc sus             | Consoane sfert de arc sus             | Consoane sfert de arc sus             | Consoane sfert de arc sus             | Consoane sfert de arc sus             |                                       | Consoane sfert de arc sus mari        | Consoane sfert de arc sus mari        | Consoane sfert de arc sus mari        | Consoane sfert de arc sus mari          | Consoane sfert de arc sus mari          | Consoane sfert de arc sus mari          | Consoane sfert de arc sus mari          | Consoane sfert de arc sus mari          |                                         |                                         |                                         |                                         |                                         |                                         |                                |                                |                                |
| 1BC3B                                 |                                       |                                       | 1BC3C                                 |                                       |                                       | 1BC3D                                 |                                       |                                       | 1BC3E                                 |                                       |                                       | 1BC3F                                   |                                         |                                         | 1BC40                                   |                                         |                                         |                                         |                                         |                                         |                                         |                                         |                                |                                |                                |
| SN                                    | SM                                    | KRS                                   | GRS                                   | SK                                    | SKR                                   |                                       |                                       |                                       |                                       |                                       |                                       |                                         |                                         |                                         |                                         |                                         |                                         |                                         |                                         |                                         |                                         |                                         |                                |                                |                                |

### Vocale
| 1BC41                    |                          |                          | 1BC42                    |                          |                          | 1BC43                    |                          |                          | 1BC44                    |                          |                  | 1BC45                     |                           |                           | 1BC46                     |                           |                           | 1BC47                     |                           |                           |                           |                           |                           |                           |                           |                           |                           |                           |
| A                        | Ow (Sl)                  | OA                       | O                        | Aou                      | I                        | E                        |                          |                          |                          |                          |                  |                           |                           |                           |                           |                           |                           |                           |                           |                           |                           |                           |                           |                           |                           |                           |                           |                           |
| Variante I/E neorientate | Variante I/E neorientate | Variante I/E neorientate | Variante I/E neorientate | Variante I/E neorientate | Variante I/E neorientate | Variante I/E neorientate | Variante I/E neorientate | Variante I/E neorientate | Variante I/E neorientate | Variante I/E neorientate |                  | Variante I/E              | Variante I/E              | Variante I/E              | Variante I/E              | Variante I/E              | Variante I/E              | Variante I/E              | Variante I/E              | Variante I/E              | Variante I/E              | Variante I/E              | Variante I/E              | Variante I/E              | Variante I/E              |                           |                           |                           |
| 1BC48                    |                          |                          | 1BC49                    |                          |                          | 1BC4A                    |                          |                          | 1BC4B                    |                          |                  | 1BC4C                     |                           |                           | 1BC4D                     |                           |                           | 1BC4E                     |                           |                           | 1BC4F                     |                           |                           | 1BC50                     |                           |                           |                           |                           |
| Ie                       | short I                  | Ui                       | Ee                       | Eh (Sl)                  | I (Rom)                  | Ee (Sl)                  | Long I                   | Ye                       |                          |                          |                  |                           |                           |                           |                           |                           |                           |                           |                           |                           |                           |                           |                           |                           |                           |                           |                           |                           |
| Vocale sfert de cerc     | Vocale sfert de cerc     | Vocale sfert de cerc     | Vocale sfert de cerc     | Vocale sfert de cerc     | Vocale sfert de cerc     | Vocale sfert de cerc     | Vocale sfert de cerc     | Vocale sfert de cerc     | Vocale sfert de cerc     | Vocale sfert de cerc     |                  | Alte vocale „U”           | Alte vocale „U”           | Alte vocale „U”           | Alte vocale „U”           | Alte vocale „U”           | Alte vocale „U”           | Alte vocale „U”           | Alte vocale „U”           | Alte vocale „U”           | Alte vocale „U”           | Alte vocale „U”           | Alte vocale „U”           | Alte vocale „U”           | Alte vocale „U”           |                           |                           |                           |
| 1BC51                    |                          |                          | 1BC52                    |                          |                          | 1BC53                    |                          |                          | 1BC54                    |                          |                  | 1BC55                     |                           |                           | 1BC56                     |                           |                           | 1BC57                     |                           |                           | 1BC58                     |                           |                           | 1BC59                     |                           |                           |                           |                           |
| U                        | Eu                       | Xw / Uh                  | UN                       | Long U                   | U (Rom)                  | Uh                       | U (Sl)                   | Ooh                      |                          |                          |                  |                           |                           |                           |                           |                           |                           |                           |                           |                           |                           |                           |                           |                           |                           |                           |                           |                           |
| Vocale cerc cu punct     | Vocale cerc cu punct     | Vocale cerc cu punct     | Vocale cerc cu punct     | Vocale cerc cu punct     |                          | Vocale-W compuse         | Vocale-W compuse         | Vocale-W compuse         | Vocale-W compuse         | Vocale-W compuse         | Vocale-W compuse | Vocale-W compuse          | Vocale-W compuse          | Vocale-W compuse          | Vocale-W compuse          | Vocale-W compuse          | Vocale-W compuse          | Vocale-W compuse          | Vocale-W compuse          |                           |                           |                           |                           |                           |                           |                           |                           |                           |
| 1BC5A                    |                          |                          | 1BC5B                    |                          |                          | 1BC5C                    |                          |                          | 1BC5D                    |                          |                  | 1BC5E                     |                           |                           | 1BC5F                     |                           |                           | 1BC60                     |                           |                           |                           |                           |                           |                           |                           |                           |                           |                           |
| Ow                       | Ou                       | Wa                       | Wo                       | Wi                       | Wei                      | Wow                      |                          |                          |                          |                          |                  |                           |                           |                           |                           |                           |                           |                           |                           |                           |                           |                           |                           |                           |                           |                           |                           |                           |
| Vocale nazale de bază    | Vocale nazale de bază    | Vocale nazale de bază    | Vocale nazale de bază    | Vocale nazale de bază    | Vocale nazale de bază    | Vocale nazale de bază    | Vocale nazale de bază    | Vocale nazale de bază    | Vocale nazale de bază    | Vocale nazale de bază    |                  | Variante de vocale nazale | Variante de vocale nazale | Variante de vocale nazale | Variante de vocale nazale | Variante de vocale nazale | Variante de vocale nazale | Variante de vocale nazale | Variante de vocale nazale | Variante de vocale nazale | Variante de vocale nazale | Variante de vocale nazale | Variante de vocale nazale | Variante de vocale nazale | Variante de vocale nazale | Variante de vocale nazale | Variante de vocale nazale | Variante de vocale nazale |
| 1BC61                    |                          |                          | 1BC62                    |                          |                          | 1BC63                    |                          |                          | 1BC64                    |                          |                  | 1BC65                     |                           |                           | 1BC66                     |                           |                           | 1BC67                     |                           |                           | 1BC68                     |                           |                           | 1BC69                     |                           |                           | 1BC6A                     |                           |
| Un                       | On                       | In                       | An                       | An (Per)                 | Am (Per)                 | En (Sl)                  | An (Sl)                  | On (Sl)                  | uM                       |                          |                  |                           |                           |                           |                           |                           |                           |                           |                           |                           |                           |                           |                           |                           |                           |                           |                           |                           |

### Afixe, semne, semne de punctuație și altele
| 1BC70                    |  |  | 1BC71 |  |  | 1BC72 |  |  | 1BC73 |  |  | 1BC74 |  |  | 1BC75 |  |  |       |  |  |       |  |  |       |  |  |       |  |
| Afixe atașate orientante |  |  |       |  |  |       |  |  |       |  |  |       |  |  |       |  |  |       |  |  |       |  |  |       |  |  |       |  |
| 1BC76                    |  |  | 1BC77 |  |  | 1BC78 |  |  | 1BC79 |  |  | 1BC7A |  |  | 1BC7B |  |  | 1BC7C |  |  |       |  |  |       |  |  |       |  |
| Afixe înalte             |  |  |       |  |  |       |  |  |       |  |  |       |  |  |       |  |  |       |  |  |       |  |  |       |  |  |       |  |
| 1BC80                    |  |  | 1BC81 |  |  | 1BC82 |  |  | 1BC83 |  |  | 1BC84 |  |  | 1BC85 |  |  | 1BC86 |  |  | 1BC87 |  |  | 1BC88 |  |  |       |  |
| Afixe joase              |  |  |       |  |  |       |  |  |       |  |  |       |  |  |       |  |  |       |  |  |       |  |  |       |  |  |       |  |
| 1BC90                    |  |  | 1BC91 |  |  | 1BC92 |  |  | 1BC93 |  |  | 1BC94 |  |  | 1BC95 |  |  | 1BC96 |  |  | 1BC97 |  |  | 1BC98 |  |  | 1BC99 |  |

| 1BC9C                                 |            |                            | 1BC9E |  |  | 1BC9F |  |
| Semnul Chinook Likalisti (euharistie) | Semn dublu | Semn de punctuație Chinook |       |  |  |       |  |

| Caractere invizibile în format Unicode | Caractere invizibile în format Unicode | Caractere invizibile în format Unicode | Caractere invizibile în format Unicode | Caractere invizibile în format Unicode | Caractere invizibile în format Unicode | Caractere invizibile în format Unicode | Caractere invizibile în format Unicode | Caractere invizibile în format Unicode | Caractere invizibile în format Unicode | Caractere invizibile în format Unicode | Caractere invizibile în format Unicode | Caractere invizibile în format Unicode | Caractere invizibile în format Unicode |
| Cod                                    | Nume                                   |                                        | Cod                                    | Nume                                   |                                        | Cod                                    | Nume                                   |                                        | Cod                                    | Nume                                   |                                        | Cod                                    | Nume                                   |
| -------------------------------------- | -------------------------------------- | -------------------------------------- | -------------------------------------- | -------------------------------------- | -------------------------------------- | -------------------------------------- | -------------------------------------- | -------------------------------------- | -------------------------------------- | -------------------------------------- | -------------------------------------- | -------------------------------------- | -------------------------------------- |
| 1BC9D                                  | Selector de ligere groase Duployé      |                                        | 1BCA0                                  | Suprapunere stenografică de literă     |                                        | 1BCA1                                  | Suprapunere stenografică continuă      |                                        | 1BCA2                                  | Pas în jos                             |                                        | 1BCA3                                  | Pas în sus                             |

## Varianta franceză Duployé
Utilizarea stenografiei franceze Duployé a fost mai intensă în zonele din sudul Franței și Elveția, în timp ce stenografiile Prévost-Delaunay și Aimé-Paris au fost mai frecvente în nordul Franței și în zona Parisului.
Varianta franceză Duployé folosește o listă extinsă de cuvinte cu litere, consoane combinate și semne de afixare, dar nu taie literele pentru a face abrevieri. La fel ca majoritatea stenografiilor europene, Duployé franceză omite vocalele care pot fi ghicite de un vorbitor fluent.

## Scrierea Chinook

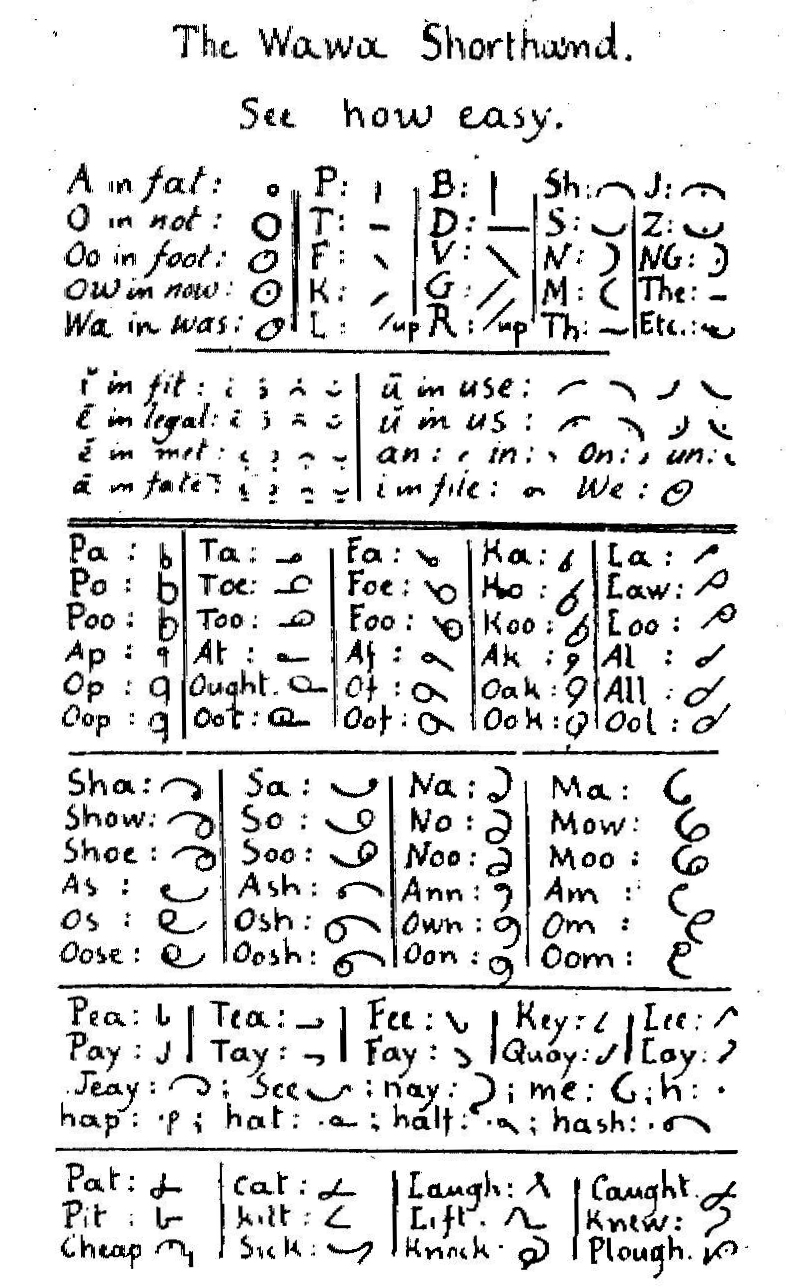
Introducere în stenografia Wawa

Scrierea Chinook, sau stenografia Wawa, sau Chinuk pipa, a fost dezvoltată de preotul Jean-Marie-Raphaël Le Jeune la începutul anilor 1890 pentru a scrie în jargon Chinook, Lillooet, Thompson, Okanagan, latină și engleză, cu scopul de a aduce alfabetizarea și învățăturile bisericești pentru popoarele indigene din Dioceza Catolică de Kamloops. Rezultatul a fost publicarea  limbajului jargon chinook Kamloops Wawa timp de trei decenii.
Scrierea Chinook se remarcă prin absența afixelor și a semnelor de cuvinte, prin rigoarea fonologică – vocalele nu sunt omise, chiar și atunci când sunt previzibile – și prin utilizarea vocalelor W. Scrierea chinook este notabilă și prin împărțirea unui cuvânt în unități nominale silabice, precum și prin utilizarea singurelor caractere pentru consoane neunificatoare din toate variantele Duployé.

## Stenografia românească
Stenografia românească a fost elaborată de Margaretta Sfințescu în anii 1980. La fel ca sistemul francez Duployé, stenografia românească folosește un număr mare de afixe și semne verbale.

## Stenografiile engleze
Pentru scrierea limbii engleze, au fost dezvoltate mai multe adaptări ale stenografiei Duployé, printre care cele ale lui Helen Pernin, J. Matthew Sloan, Denis Perrault, Carl Brandt și George Galloway. Stenografiile Pernin, Perrault și Sloan se disting de alte stenografii Duployé prin prezența consoanelor sfert de arc compuse. Ele folosesc și semne de afixare și omit vocalele redundante. Stenografiile Galloway și Brandt nu sunt incluse în propunerea Duployé pentru Unicode.
Spre deosebire de alte stenografii Duployé, varianta Sloan-Duployé folosește o linie îngroșată pentru a indica adăugarea unui sunet „R” la o literă. Deși nu se găsesc în celelalte stenografii Duployé, liniile îngroșate și cele subțiri sunt frecvente în alte stenografii, cum ar fi stenografia Pitman, unde o linie grea indică o consoană vocală, iar una subțire versiunea nepronunțată a aceleiași consoane.

## Unicode
Stenografia Duployé a fost adăugată la standardul Unicode în iunie 2014, odată cu lansarea versiunii 7.0.
| Duployan[1][2] Official Unicode Consortium code chart (PDF)                               |   |   |   |   |   |   |   |   |   |   |   |   |   |         |   |   |
|                                                                                           | 0 | 1 | 2 | 3 | 4 | 5 | 6 | 7 | 8 | 9 | A | B | C | D       | E | F |
| U+1BC0x                                                                                   | 𛰀 | 𛰁 | 𛰂 | 𛰃 | 𛰄 | 𛰅 | 𛰆 | 𛰇 | 𛰈 | 𛰉 | 𛰊 | 𛰋 | 𛰌 | 𛰍       | 𛰎 | 𛰏 |
| U+1BC1x                                                                                   | 𛰐 | 𛰑 | 𛰒 | 𛰓 | 𛰔 | 𛰕 | 𛰖 | 𛰗 | 𛰘 | 𛰙 | 𛰚 | 𛰛 | 𛰜 | 𛰝       | 𛰞 | 𛰟 |
| U+1BC2x                                                                                   | 𛰠 | 𛰡 | 𛰢 | 𛰣 | 𛰤 | 𛰥 | 𛰦 | 𛰧 | 𛰨 | 𛰩 | 𛰪 | 𛰫 | 𛰬 | 𛰭       | 𛰮 | 𛰯 |
| U+1BC3x                                                                                   | 𛰰 | 𛰱 | 𛰲 | 𛰳 | 𛰴 | 𛰵 | 𛰶 | 𛰷 | 𛰸 | 𛰹 | 𛰺 | 𛰻 | 𛰼 | 𛰽       | 𛰾 | 𛰿 |
| U+1BC4x                                                                                   | 𛱀 | 𛱁 | 𛱂 | 𛱃 | 𛱄 | 𛱅 | 𛱆 | 𛱇 | 𛱈 | 𛱉 | 𛱊 | 𛱋 | 𛱌 | 𛱍       | 𛱎 | 𛱏 |
| U+1BC5x                                                                                   | 𛱐 | 𛱑 | 𛱒 | 𛱓 | 𛱔 | 𛱕 | 𛱖 | 𛱗 | 𛱘 | 𛱙 | 𛱚 | 𛱛 | 𛱜 | 𛱝       | 𛱞 | 𛱟 |
| U+1BC6x                                                                                   | 𛱠 | 𛱡 | 𛱢 | 𛱣 | 𛱤 | 𛱥 | 𛱦 | 𛱧 | 𛱨 | 𛱩 | 𛱪 |   |   |         |   |   |
| U+1BC7x                                                                                   | 𛱰 | 𛱱 | 𛱲 | 𛱳 | 𛱴 | 𛱵 | 𛱶 | 𛱷 | 𛱸 | 𛱹 | 𛱺 | 𛱻 | 𛱼 |         |   |   |
| U+1BC8x                                                                                   | 𛲀 | 𛲁 | 𛲂 | 𛲃 | 𛲄 | 𛲅 | 𛲆 | 𛲇 | 𛲈 |   |   |   |   |         |   |   |
| U+1BC9x                                                                                   | 𛲐 | 𛲑 | 𛲒 | 𛲓 | 𛲔 | 𛲕 | 𛲖 | 𛲗 | 𛲘 | 𛲙 |   |   | 𛲜 | D T L S | 𛲞  | 𛲟 |
| Observații 1.^Potrivit versiunii Unicode 15.0 2.^Zonele gri indică puncte cu cod nealocat |   |   |   |   |   |   |   |   |   |   |   |   |   |         |   |   |

| Shorthand Format Controls[1][2] Official Unicode Consortium code chart (PDF)              |   |   |   |   |   |   |   |   |   |   |   |   |   |   |   |   |
|                                                                                           | 0 | 1 | 2 | 3 | 4 | 5 | 6 | 7 | 8 | 9 | A | B | C | D | E | F |
| U+1BCAx                                                                                   | 𛲠  | 𛲡  | 𛲢  | 𛲣  |   |   |   |   |   |   |   |   |   |   |   |   |
| Observații 1.^Potrivit versiunii Unicode 15.0 2.^Zonele gri indică puncte cu cod nealocat |   |   |   |   |   |   |   |   |   |   |   |   |   |   |   |   |